# Klemens Bachleda

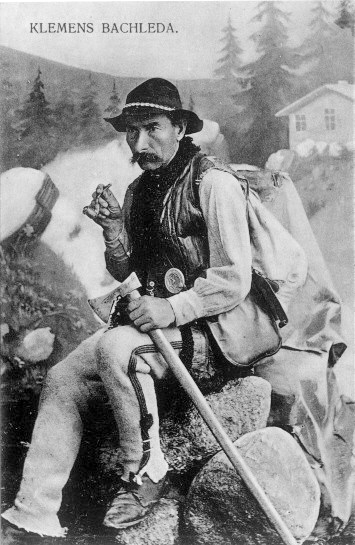
Klemens Bachleda

Klemens Bachleda (* 1849 oder 1851  in Kościelisko; † 6. August 1910 in der Hohen Tatra) war ein polnischer Bergsteiger und Bergführer in der Tatra.

## Leben
Bachleda wurde als Halbwaise geboren, mit 12 Jahren wurde er Vollwaise. Er unternahm zahlreiche Erstbesteigungen und Bergtouren in der Tatra. Als Bergführer war er sehr erfolgreich und galt zeit seines Lebens als „der polnische Sherpa“. Er war einer der Mitbegründer der Bergwacht in der Tatra und der erste ihrer Bergretter, der bei einer Rettungsaktion ums Leben kam. Bachleda wurde auf dem Neuen Friedhof in Zakopane bestattet.

## Nachweise
- Zofia Radwańska-Paryska und Witold Henryk Paryski: Wielka encyklopedia tatrzańska, Wydawnictwo Górskie, Poronin 1995, reprint 2004, hasło osobowe Klemens Bachleda (s. 42–44). ISBN 83-7104-009-1
  CD, Wydawnictwo Naukowe PWN, Warszawa 1999, ISBN 83-01-12853-4
- Ivan Dieška a kolektív: Horolezectvo – encyklopédia, Wydawnictwo „Šport“. Bratysława, 1986, ISBN 80-7096-015-9
- Jalu Kurek, 1982, Księga Tatr, Kraków,  ISBN 83-08-00595-0

| Personendaten    | Personendaten                                      |
| ---------------- | -------------------------------------------------- |
| NAME             | Bachleda, Klemens                                  |
| KURZBESCHREIBUNG | polnischer Bergsteiger und Bergführer in der Tatra |
| GEBURTSDATUM     | 1849 oder 1851                                     |
| GEBURTSORT       | Kościelisko                                        |
| STERBEDATUM      | 6. August 1910                                     |
| STERBEORT        | Hohe Tatra                                         |